# ТЕС Торвіскоза
ТЕС Торвіскоза — теплова електростанція на північному сході Італії у регіоні Фріулі-Венеція-Джулія, провінція Удіне. Споруджена з використанням технології комбінованого парогазового циклу.
Введена в експлуатацію у 2006 році, станція має один блок потужністю 785 МВт. У ньому встановлена дві газові турбіни потужністю по 250 МВт, які через котли-утилізатори живлять одну парову з показником 285 МВт. Окрім виробництва електроенергії станція постачає пару для потреб хімічного виробництва компанії Chimiche Caffaro.
Як паливо ТЕС споживає природний газ.
Для видалення продуктів згоряння із котлів-утилізаторів спорудили димарі висотою по 50 метрів.
Зв'язок з енергомережею відбувається по ЛЕП, розрахованій на роботу із напругою 380 кВ.